# Llysfaen

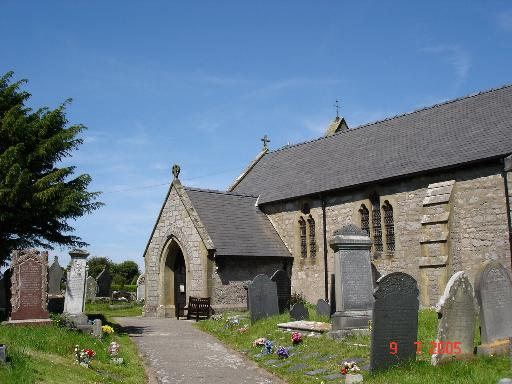
Llysfaen: la chiesa di San Cynfran

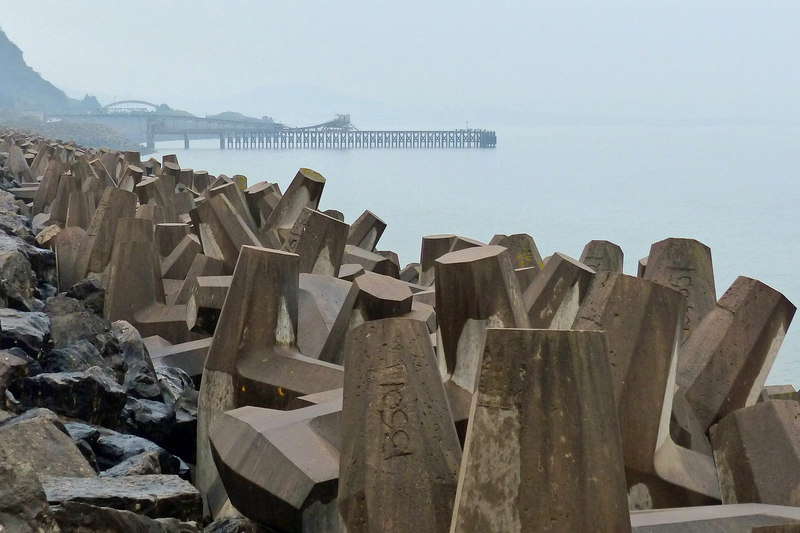
Il tratto costiero della comunità di Llysfaen

Llysfaen è un villaggio e community del Galles nord-orientale, facente parte del distretto di contea di Conwy. L'intera community conta una popolazione di circa 2700 abitanti.

## Geografia fisica
Il villaggio di Llysfaen si trova a nord di Dolwen e rispettivamente a sud-est e a sud-ovest delle località costiere di Old Colwyn e Llandulas ed è situato ai piedi del Mynydd Marian. Il villaggio si trova nella parte centrale della community omonima, la cui parte settentrionale si affaccia sulla baia di Liverpool.
L'intera community occupa un'area di  5,669 km².

## Storia
Il luogo in cui si erge la chiesa parrocchiale pare fosse un sito votivo celtico dedicato a San Cynfran, figlio forse di Brychan Brycheiniog e fratello di San Cynbryd. In onore del santo venne realizzata una fonte votiva e, secondo alcuni versi poetici, anche una chiesa nel 777.

## Monumenti e luoghi d'interesse

### Architetture religiose

#### Chiesa di San Cynfran
Principale edificio religioso di Llysfaen è la chiesa parrocchiale dedicata a San Cynfran, realizzata nel XIII, XIV e XV secolo e restaurata tra gli anni sessanta e gli anni settanta del XIX secolo.

### Architetture civili

#### Memoriale di guerra
Vicino alla chiesa è stato realizzato un memoriale di guerra, che commemora, tra gli altri,il reverendo Ivor Morgan Lewis, figlio del reverendo David Lewis, che fu una delle 570 vittime dell'affondamento della nave Goliath, colpita da un missile durante la campagna di Gallipoli, in Turchia, nel corso della prima guerra mondiale e Ewell Daniell, un canadese che sposò una donna del posto e che morì in un incidente aereo nel 1916.
Il memoriale reca la scritta ricavata dall'inno nazionale gallese Dros rhyddid collasant eu gwaed, che significa "Hanno perso il loro sangue per la libertà".

## Società

### Evoluzione demografica

#### Community
Al censimento del 2021, la community di Llysfaen contava 2736 abitanti, in maggioranza (1460) di sesso femminile.
La popolazione al di sotto dei 18 anni era pari a 758 unità (di cui 415 erano i bambini al di sotto dei 10 anni), mentre la popolazione dai 65 anni in su era pari a 396 unità (di cui 72 erano le persone dagli 80 anni in su). Dei 2736 abitanti totali, 2665 erano nativi del Regno Unito, 26 di Paesi dell'Unione Europea e 23 di Paesi dell'Africa.
La comunità ha conosciuto un lieve decremento demografico rispetto al 2011, quando la popolazione censita era pari a 2742 unità (dato che era in incremento rispetto 2001, quando la popolazione censita era pari a 2652) unità.

## Geografia antropica

### Suddivisioni amministrative
Villaggi della comunità di Llysfaen
- Llysfaen
- Peulwys
- Upper Llysfaen

## Sport
La squadra di calcio locale è il Llysfaen Football Club